# Commander-in-Chief, The Nore
Le Commander-in-Chief, The Nore (en français : Commandant en chef, The Nore) était un commandement opérationnel de la Royal Navy britannique.
Ses unités subordonnées, ses établissements et son personnel étaient parfois connus de manière informelle sous le nom de Nore Station ou Nore Command. The Nore est un banc de sable à l'embouchure de l'estuaire de la Tamise et de la rivière Medway.

## Histoire

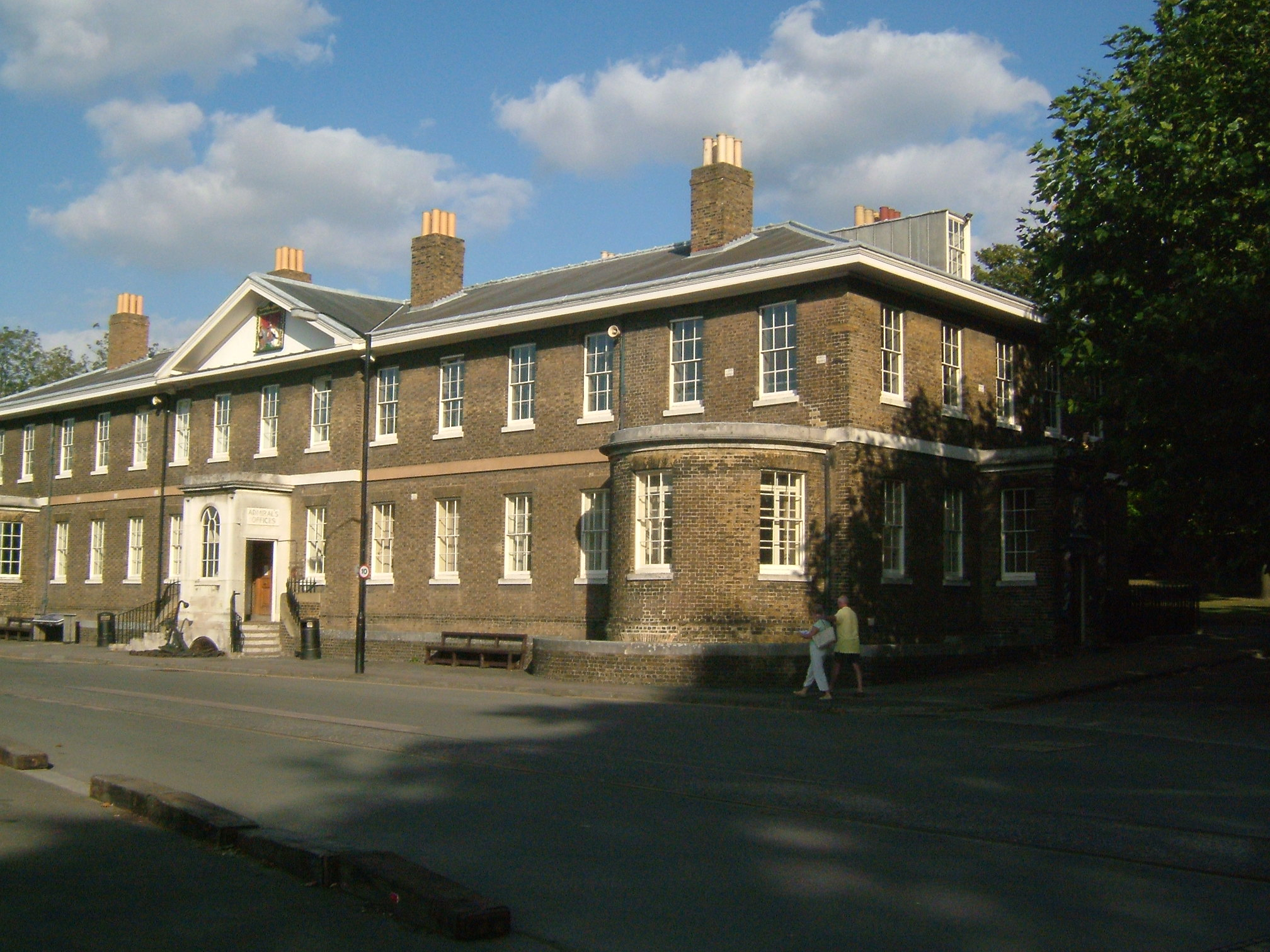
La maison de l'amiral, Chatham

Les origines du poste de commandant en chef remontent au premier commandant naval de zone, alors connu sous le nom de commandant en chef, Tamise de 1695 à 1696.
De 1698 à 1699, le poste était connu sous le nom de Commander-in-Chief, Medway (Commander-in-Chief, Medway). En 1707, le titulaire du poste était connu sous le nom de Commander-in-Chief, Thames and Medway (commandant en chef, Thames et Medway) et entre 1711 et 1745, la fonction était connue sous le nom de ( Commander-in-Chief, Thames, Medway and Norecommandant en chef, Thames, Medway et Nore). En 1745, le poste est pour la première fois simplement appelé Commander-in-Chief, Nore (Commandant en chef, Nore), établi à Chatham et devient responsable des sous-commandes de Chatham, de Londres, sans l'Amirauté, de Sheerness, de Harwich et de Humber. A. Cecil Hampshire écrit qu'en 1752, Isaac Townsend, Amiral des Bleus, est nommé "Commander-in-Chief of HM Ships and Naval Vessels in the Rivers Thames and Medway and at the Buoy of the Nore" ("Commandant en chef des navires de Sa Majesté et des navires de guerre dans les rivières Thames et Medway et à la bouée de la Nore").
À partir de 1827, le commandant en chef est logé à l'"Admiralty House", à Sheerness, construite dans le cadre de la rénovation du Sheerness Dockyard. De 1834 à 1899, son poste était connu sous le nom de Commander-in-Chief, Sheerness.
Après la dissolution de la Home Fleet en 1905, les navires restants à un état de préparation moindre ont été répartis entre trois divisions de réserve : La division Nore plus la division Devonport et la division Portsmouth. En 1909, la division est sortie de son statut de réserve et est devenue opérationnelle en tant que partie des 3e et 4e division de la Home Fleet.
En 1907, le Commander-in-Chief (commandant en chef) s'installe dans une nouvelle maison de l'Amirauté à côté de la caserne navale HMS Pembroke) à Chatham, la maison de Sheerness étant confiée au commandant en chef de la Home Fleet. La Dover Patrol (Patrouille de Douvres), la Harwich Force (Force de Harwich) et la Humber Force (Force de Humber) opèrent dans la Manche pendant la Première Guerre mondiale, mais relèvent de l'Amirauté à Londres; The Nore est effectivement un fournisseur de soutien à terre plutôt qu'un commandement ayant des responsabilités opérationnelles.
En 1938, un quartier général combiné souterrain est construit près de l'"Admiralty House" pour accueillir le commandant en chef, l'officier de l'air commandant le 16e groupe de la Royal Air Force (RAF), le commandement côtier et leurs états-majors respectifs. Pendant la Seconde Guerre mondiale, The Nore prend une grande importance: il est utilisé pour garder les convois de la côte Est qui approvisionnent les ports du Nord-Est de l'Angleterre.
Pendant la Seconde Guerre mondiale, le commandant en chef du Nore, à Chatham, comprenait huit sous-commandements, chacun étant habituellement commandé par un officier général, soit un contre-amiral ou un vice-amiral. Il s'agissait de la Brightlingsea station (station de Brightlingsea), Harwich, de Humber, de Londres (à l'exception de l'Amirauté), de Lowestoft, Sheerness, de Southend et de Yarmouth. Ces sous-commandements étaient ensuite subdivisés en zones de base habituellement commandées par un officier de marine en charge Naval Officer in Charge (NOIC) ou un officier de marine en résidence Residential Naval Officer (RNO), notamment les bases navales HM à Boston, à Burnham-on-Crouch, à Felixstowe, à Gravesend, à Grimsby, à Immingham et à Queensborough.
Avec le début de la guerre froide, The Nore a perdu de son importance à mesure que la taille de la marine diminuait. Entre 1952 et 1961, le commandant en chef du Nore avait la double casquette de commandant de la sous-région du Nore du Commandement allié de la Manche de l'Organisation du traité de l'Atlantique nord (OTAN).
Cecil Hampshire écrit que la nomination du Commandant en chef a finalement pris fin dans le cadre des économies " Way Ahead ". La cérémonie de clôture a eu lieu le 24 mars 1961, lorsque le drapeau royal de la station a été officiellement déposé en présence des membres du Conseil de l'Amirauté, de plusieurs anciens commandants en chef, d'autres personnalités civiles et militaires, "... et du commandant en chef de la station d'attache néerlandaise battant pavillon sur le nouveau destroyer néerlandais Limburg, qui avait été invité à assister à la cérémonie". La nomination du commandant en chef a finalement été supprimée le 31 mars 1961. "Cecil Hampshire écrit qu'à partir du 1er avril 1961, la zone a été divisée entre le commandant en chef de Portsmouth et l'officier général de l'Écosse et de l'Irlande du Nord, la ligne de démarcation étant "The Wash". Aux fins d'administration, à partir de cette date, l'amiral surintendant de Chatham a également pris le titre d'officier général de Medway.
Le quartier général souterrain a ensuite servi de HMS Wildfire, un centre de formation et de communication de la Royal Naval Reserve, de 1964 à 1994.

## Installations

### Chatham
Le chantier naval de Chatham était un chantier naval situé sur la rivière Medway dans le Kent. Établi à Chatham au milieu du XVIe siècle, l'arsenal s'est ensuite étendu à la ville voisine de Gillingham. À son apogée, au début du XXe siècle, les deux tiers de l'arsenal se trouvaient à Gillingham et un tiers à Chatham. L'officier supérieur était un capitaine-superintendant, Chatham Dockyard ou l'amiral-superintendant Chatham.
Au début du XXe siècle, le contre-amiral commandant la division de réserve de Chatham Sheerness a été créé et est devenu responsable devant le commandant en chef de la flotte nationale. Les titulaires de ce poste sont les contre-amiraux Walter Hodgson Bevan Graham, du 3 janvier 1905 au 3 janvier 1906 ; Charles H. Adair du 3 janvier 1906 au 3 janvier 1907 ; et Frank Finnis du 3 janvier 1907 au  4 janvier 1909.
Les Royal Naval Barracks, à Chatham ont été construits dans le but de fournir des logements et des installations de formation aux hommes de la flotte de réserve qui attendaient d'être nommés sur des navires. Conçue par le colonel Henry Pilkington, la construction de la caserne a commencé en 1897 et s'est achevée en décembre 1902.

### Sheerness Dockyard
Sheerness Dockyard était un chantier naval de la Royal Navy situé sur la péninsule de Sheerness, à l'embouchure de la rivière  Medway dans le Kent. Il a été ouvert dans les années 1660 et fermé en 1960.
Il était dirigé par l'Amiral-Superintendant, Sheerness.

## Sous-zones pendant la première et la deuxième guerre mondiale
À divers moments au cours de la Première et de la Seconde Guerre mondiale, jusqu'à neuf sous-zones ont été créées. Elles étaient généralement administrées par un vice-amiral ou un contre-amiral à la retraite, ou par un capitaine en activité, qui étaient nommés officiers supérieurs de la marine ou officiers généraux.
| Sous-zone     | Navire de pavillon ou navires portés en       | Flag Officers/Officiers commandants          | Dates                | Ref                                                                              |
| ------------- | --------------------------------------------- | -------------------------------------------- | -------------------- | -------------------------------------------------------------------------------- |
| Brightlingsea | HMS Wallaroo; HMS City of Perth then HMS Nemo | Senior Naval officer, Brighlingsea           | 1914–1945            | ,                                                                                |
| Dover         | HMS Nemo                                      | Naval Officer-in-Charge, Dover & CO HMS Lynx | 1945–1946            | [ 22 ]                                                                           |
| Harwich       | HMS Badger                                    | Flag Officer-in-Charge, Harwich              | 1914–1944            |                                                                                  |
| Humber        | HMS Beaver                                    | Flag Officer-in-Charge, Humber               | 1939–1946            | [ 20 ]                                                                           |
| London        | HMS Yeoman                                    | Flag Officer-in-Charge, London               | 1938–1946            | Rear Admiral Edward Courtney Boyle 1939–42 Admiral Martin Dunbar-Nasmith 1942–46 |
| Lowestoft     | HMS Minos                                     | Naval Officer-in-Charge, Lowestoft           | 1914–1918, 1942–1946 |                                                                                  |
| Southend      | HMS Leigh                                     | Commander-in-Charge, Southend                | 1914–1918, 1942–1946 |                                                                                  |
| Yarmouth      | HMS Watchful                                  | Flag Officer-in-Charge, Yarmouth             | 1942–1945            | [ 20 ]                                                                           |

Autres installations :
| Installation             | Basé à    | Date      | Notes                                                           |
| ------------------------ | --------- | --------- | --------------------------------------------------------------- |
| HM Naval Base, Immingham | Immingham | 1914–1918 | La chaîne de commandement était le SNO/FO de la station Humber. |
| RNTE Shotley             | Chatham   | 1914–1918 | Établissement de formation de Shotley                           |

## Formations maritimes
Les diverses unités qui ont servi dans ce commandement comprennent,, :
| Unités navales                     | Basé à                   | Date                                           | Notes                                                                       |
| ---------------------------------- | ------------------------ | ---------------------------------------------- | --------------------------------------------------------------------------- |
| Reserve Fleet                      | Chatham                  | 1900–1905                                      | 4 croiseurs protégés                                                        |
| Reserve Fleet                      | Chatham                  | 1906–1914                                      | 13 croiseurs des classes Aeolus, Arrogant, Astraea, Diadem, Eclipse, Edgar. |
| Reserve Fleet                      | Chatham                  | 1939                                           | 6 Royal Navy, 15 destroyers, et 5 dragueurs de mines                        |
| 3rd Battle Squadron                | Chatham                  | Mai 1916 – Avril 1918                          | Ex Grand Fleet                                                              |
| 2nd Cruiser Squadron               | Chatham                  | 1939–1940                                      |                                                                             |
| 5th Cruiser Squadron               | Chatham                  | 1908–1909                                      |                                                                             |
| 7th Cruiser Squadron               | Chatham                  | 1912                                           |                                                                             |
| HMS Curacoa (D41)                  | Chatham                  | 1939                                           | Classe C (croiseur léger)                                                   |
| HMS London (69)                    | Chatham                  | 1939                                           | Classe County                                                               |
| 1st Destroyer Flotilla             | Harwich                  | Décembre 1939 – Juin 1940                      |                                                                             |
| 4th Destroyer Flotilla             | Humber                   | Août – Décembre 1916                           |                                                                             |
| 5th Destroyer Flotilla             | Chatham                  | 1939–1940                                      |                                                                             |
| 7th Destroyer Flotilla             | Humber/Chatham           | Août 1914 – Novembre 1918, 1939–1940           | Fait partie du AOPs au cours de la Première Guerre mondiale                 |
| 8th Destroyer Flotilla             | Chatham                  | 1911–1914                                      | 1 croiseur, 2 croiseurs éclaireurs et 24 destroyers torpilleurs             |
| 9th Destroyer Flotilla             | Nore                     | 1911–1914                                      | 1 croiseur, 2 croiseurs éclaireurs et 27 destroyers                         |
| 16th Destroyer Flotilla            | Harwich                  | Juin 1940 – Mai 1945                           |                                                                             |
| 18th Destroyer Flotilla            | Harwich                  | Juin – Décembre, 1940                          | Démantelé                                                                   |
| 19th Destroyer Flotilla            | Chatham                  | Septembre – Octobre, 1939                      | Transféré vers Dover Command                                                |
| 20th Destroyer Flotilla            | Immingham                | 1914–1918, 1941                                |                                                                             |
| 21st Destroyer Flotilla            | Sheerness                | Juillet 1940 – Mai 1945                        | Formait la force Sud pour l'escorte des convois de la côte Est              |
| 22nd Destroyer Flotilla            | Harwich                  | Novembre–Décembre, 1939                        | Rebaptisée 1re flottille de destroyers                                      |
| Nore Flotilla                      | Harwich                  | 1895–1909                                      | 43 destroyers torpilleurs                                                   |
| Nore Local Flotilla                | Harwich                  | 1912–1914                                      | Flottille de destroyers                                                     |
| 20th Minelaying Destroyer Flotilla | Harwich                  | 1939–1940                                      |                                                                             |
| 4th Minesweeper Flotilla           | Harwich                  | Septembre 1939 – Juillet 1942                  |                                                                             |
| 5th Minesweeper Flotilla           | Harwich                  | Septembre 1939 – April 1941                    | Absorbé dans le 4MSF (4th Minesweeper Flotilla)                             |
| 6th Minesweeper Flotilla           | Harwich                  | Mai - Septembre 1940                           |                                                                             |
| 7th Minesweeper Flotilla           | Harwich                  | Mars 1944 – Janvier 1945                       |                                                                             |
| 8th Minesweeper Flotilla           | Chatham                  | 1939                                           |                                                                             |
| 10th Minesweeper Flotilla          | Chatham                  | Avril 1945                                     |                                                                             |
| 11th Minesweeper Flotilla          | Chatham                  | Avril 1945                                     |                                                                             |
| 15th Minesweeper Flotilla          | Chatham                  | Février 1944                                   |                                                                             |
| 18th Minesweeper Flotilla          | Chatham                  | Mai 1943                                       |                                                                             |
| 40th Minesweeper Flotilla          | Harwich                  | 1945                                           |                                                                             |
| 44nd Minesweeper Flotilla          | Harwich                  | Août 1944                                      |                                                                             |
| 117 Minesweeper Flotilla           | Sheerness                | 1944                                           |                                                                             |
| 133 Minesweeper Flotilla           | Sheerness                | 1944                                           |                                                                             |
| 140 Minesweeper Flotilla           | Sheerness & Harwich      | 1944                                           | Réparti entre deux bases navales                                            |
| 163 Minesweeper Flotilla           | Lowestoft                | 1944                                           |                                                                             |
| 202 Minesweeper Flotilla           | Lowestoft                | 1944                                           |                                                                             |
| 203 Minesweeper Flotilla           | Harwich                  | 1944                                           |                                                                             |
| 5th Motor Torpedo Boat Flotilla    | Immingham                | 1939–1941                                      |                                                                             |
| 11th Motor Torpedo Boat Flotilla   | Felixstowe               | 1944                                           |                                                                             |
| 21st Motor Torpedo Boat Flotilla   | Felixstowe               | 1944                                           |                                                                             |
| 22nd Motor Torpedo Boat Flotilla   | Felixstowe               | 1944                                           |                                                                             |
| 29th Motor Torpedo Boat Flotilla   | Felixstowe               | 1939                                           |                                                                             |
| 2nd Submarine Flotilla             | Immingham                | Août 1916 – Février 1917                       | Défense côtière Classe C                                                    |
| 3rd Submarine Flotilla             | Immingham/Humber/Harwich | Septembre 1916 – 1918, Octobre 1939 – Mai 1940 |                                                                             |
| 4th Submarine Flotilla             | Sherness                 | Août 1916 – Septembre 1917                     | Démantelé                                                                   |
| 5th Submarine Flotilla             | Sherness                 | Août 1914 – Août 1916                          | Renommé 4th Submarine Flotilla                                              |
| 6th Submarine Flotilla             | Humber                   | Août 1914 – Août 1916                          |                                                                             |

## Commanders-in-Chief
Commanders-in-Chief comprenaient,,:

### Commander-in-Chief Thames (1695–1696)
- Commodore Stafford Fairborne 1695
- Commodore James Gother 1696

### Commander-in-Chief, Medway, (1698–1699)
- Vice-Admiral Sir John Jennings, 1698–1699 [30]

### Commander-in-Chief, Thames and Medway, (1707–1711)
- Vice-Admiral Sir John Jennings, (1707–1711) (promoted to Admiral 1708) [30],[31]

### Commander-in-Chief, Thames, Medway and Nore, (1711–1745)
- Rear-Admiral Sir Thomas Hardy, 1711–1712 [32]
- Rear-Admiral William Caldwell, 1717
- Vice Admiral Sir Chaloner Ogle 1745 [33]

### Commander-in-Chief, Nore, (1745–1747)
Poste suppléant comprenant:
- Vice-Admiral Edward Durnford King 1745–1747

### Commander-in-Chief, Medway and at the Nore, (1747–1797)
- Rear-Admiral Henry Osborne  (1747–1748) (V.Adm May 1748)
- Vice-Admiral Sir Francis Geary (1757–1758) [35]
- Commodore William Boys (1760–1761) [36]
- Commodore William Gordon (1762–1765) [37]
- Commodore Christopher Hill (1770–1771)
- Vice-Admiral Sir Peter Denis (1771–1775)
- Vice-Admiral Edward Vernon (1775–1776)
- Vice-Admiral Robert Roddam (1778–1783) [38]
- Vice-Admiral Sir Walter Stirling (1783–1785)
- Vice-Admiral Sir Andrew Hammond (1785–1788) [39]
- Vice-Admiral Richard Edwards (1788–1792) [40]
- Vice-Admiral William Locker (1792–1794)
- Rear-Admiral John Dalrymple (1794–1795)
- Vice-Admiral Sir George Collier (January 1795 – April 1795)
- Vice-Admiral Charles Buckner (1795–1797) [41]

### Commander-in-Chief, Nore, (1797–1834)
Poste suppléant comprenant:
- Vice-Admiral Skeffington Lutwidge (1797–1798)
- Vice-Admiral Sir Thomas Pasley (1798–1799)
- Vice-Admiral Alexander Graeme (1799–1803)
- Vice-Admiral Lord Keith (1803–1807) (formed part of North Sea Command)
- Vice-Admiral Thomas Wells (1807–1810)
- Vice-Admiral Sir Henry Stanhope (1810–1811)
- Vice-Admiral Sir Thomas Williams (1811–1814)
- Vice-Admiral Sir Charles Rowley (1815–1818)
- Vice-Admiral Sir John Gore (1818–1821)
- Vice-Admiral Sir Benjamin Hallowell (1821–1824)
- Vice-Admiral Sir Robert Moorsom (1824)
- Vice-Admiral Sir Henry Blackwood (1827–1830)
- Vice-Admiral Sir John Beresford (1830–1833)
- Vice-Admiral Sir Richard King (1833–1834)

### Commander-in-Chief, Sheerness, (1834–1899)
Poste suppléant comprenant:
- Vice-Admiral Charles Elphinstone Fleeming (1834–1837)
- Vice-Admiral Sir Robert Otway (1837–1840)
- Vice-Admiral Sir Henry Digby (1840–1841)
- Vice-Admiral Sir Edward Brace (1841–1844)
- Vice-Admiral Sir John White (1844–1845)
- Vice-Admiral Sir Edward Durnford King (1845–1848)
- Vice-Admiral Sir George Elliot (1848–1851)
- Vice-Admiral Josceline Percy (1851–1854)
- Vice-Admiral William Gordon (1854–1857)
- Vice-Admiral Sir Edward Harvey (1857–1860)
- Vice-Admiral Sir William Hope-Johnstone (1860–1863)
- Vice-Admiral Sir George Lambert (1863–1864)
- Vice-Admiral Sir Charles Talbot (1864–1866)
- Vice-Admiral Sir Baldwin Walker (1866–1869)
- Vice-Admiral Richard Warren (1869–1870)
- Vice-Admiral Sir Charles Elliot (1870–1873)
- Vice-Admiral George Hastings (1873–1876)
- Vice-Admiral Sir Henry Chads (1876–1877)
- Vice-Admiral Sir William King-Hall (1877–1879)
- Vice-Admiral Sir Reginald Macdonald (1879–1882)
- Vice-Admiral Sir Edward Rice (1882–1884)
- Vice-Admiral Sir John Corbett (1884–1885)
- Vice-Admiral The Prince of Leiningen (1885–1887)
- Vice-Admiral Charles Waddilove (1887–1888)
- Vice-Admiral Thomas Lethbridge (1888–1890)
- Vice-Admiral Charles Curme (1890–1892)
- Vice-Admiral Sir Algernon Heneage (1892–1894)
- Vice-Admiral Sir Richard Wells (1894–1896)
- Vice-Admiral Sir Henry Nicholson (1896–1897)
- Vice-Admiral Sir Charles Hotham (1897–1899)

### Commander-in-Chief, Nore, (1899–1961)
Poste suppléant comprenant:
- Vice-Admiral Sir Nathaniel Bowden-Smith (1899–1900)
- Vice-Admiral Sir William Kennedy (1900–1901)
- Vice-Admiral Sir Albert Markham (1901–1903)
- Admiral Sir Hugo Pearson (1903–1907)
- Admiral Sir Gerard Noel (1907–1908)
- Admiral Sir Charles Drury (1908–1911)
- Admiral Sir Richard Poore (1911–1915)
- Admiral Sir George Callaghan (1915–1918)
- Admiral Sir Doveton Sturdee (1918–1921)
- Admiral Sir Hugh Evan-Thomas (1921–1924)
- Vice Admiral Sir William Goodenough (1924–1927)
- Admiral Sir Edwyn Alexander-Sinclair (1927–1930)
- Admiral Sir Reginald Tyrwhitt (1930–1933)
- Vice Admiral Sir Hugh Tweedie (1933–1935)
- Vice Admiral Sir Edward Evans (1935–1939)
- Admiral Sir Studholme Brownrigg (January 1939 – December 1939)
- Admiral Sir Reginald Plunkett (1939–1941)
- Admiral Sir George Lyon (1941–1943)
- Admiral Sir John Tovey (1943–1946)
- Admiral Sir Harold Burrough (1946–1948)
- Admiral Sir Henry Moore (1948–1950)
- Admiral Sir Cecil Harcourt (1950–1952)
- Admiral Sir Cyril Douglas-Pennant (1952–1953)
- Admiral Sir Geoffrey Oliver (1953–1955)
- Admiral Sir Frederick Parham (1955–1958)
- Admiral Sir Robin Durnford-Slater (1958–1961)

## Source
- (en) Cet article est partiellement ou en totalité issu de l’article de Wikipédia en anglais intitulé « Commander-in-Chief, The Nore » (voir la liste des auteurs).